# 225
Năm 225 là một năm trong lịch Julius. 